# Nuoto ai campionati mondiali di nuoto 2019 - 100 metri farfalla femminili
La gara di nuoto dei 100 metri farfalla femminili dei campionati mondiali di nuoto 2019 è stata disputata il 21 luglio e il 22 luglio presso il Nambu International Aquatics Centre di Gwangju. Vi hanno preso parte 52 atlete provenienti da 44 nazioni.

## Podio
| Posizione | Atleta           | Nazionalità |
| --------- | ---------------- | ----------- |
| Oro       | Margaret MacNeil | Canada      |
| Argento   | Sarah Sjöström   | Svezia      |
| Bronzo    | Emma McKeon      | Australia   |

## Programma
| Data           | Ora (UTC+9) | Turno      |
| -------------- | ----------- | ---------- |
| 21 luglio 2019 | 10:45       | Batterie   |
| 21 luglio 2019 | 20:12       | Semifinali |
| 22 luglio 2019 | 20:10       | Finale     |

## Record
Prima della manifestazione il record del mondo e il record dei campionati erano i seguenti.
| Record mondiale       | 55"48 | Sarah Sjöström Svezia | 7 agosto 2016 Rio de Janeiro, Brasile |
| Record dei campionati | 55"53 | Sarah Sjöström Svezia | 24 luglio 2017 Budapest, Ungheria     |

## Risultati

### Batterie
| Pos. | Batteria | Corsia | Atleta                 | Nazionalità              | Tempo   | Note             |
| ---- | -------- | ------ | ---------------------- | ------------------------ | ------- | ---------------- |
| 1    | 6        | 4      | Sarah Sjöström         | Svezia                   | 56"45   | Q                |
| 2    | 4        | 4      | Emma McKeon            | Australia                | 56"90   | Q                |
| 3    | 6        | 5      | Margaret MacNeil       | Canada                   | 57"10   | Q                |
| 4    | 6        | 3      | Elena Di Liddo         | Italia                   | 57"18   | Q                |
| 5    | 5        | 4      | Kelsi Dahlia           | Stati Uniti              | 57"22   | Q                |
| 6    | 6        | 7      | Marie Wattel           | Francia                  | 57"23   | Q                |
| 7    | 4        | 5      | Louise Hansson         | Svezia                   | 57"50   | Q                |
| 8    | 5        | 6      | Katie McLaughlin       | Stati Uniti              | 57"67   | Q                |
| 9    | 5        | 2      | Anna Ntountounaki      | Grecia                   | 57"88   | Q                |
| 9    | 5        | 5      | Brianna Throssell      | Australia                | 57"88   | Q                |
| 11   | 5        | 7      | Angelina Köhler        | Germania                 | 57"92   | Q                |
| 12   | 4        | 3      | Zhang Yufei            | Cina                     | 58"02   | Q                |
| 13   | 5        | 3      | Svetlana Čimrova       | Russia                   | 58"10   | Q                |
| 14   | 4        | 2      | Rebecca Smith          | Canada                   | 58"20   | Q                |
| 15   | 6        | 6      | Ilaria Bianchi         | Italia                   | 58"26   | Q                |
| 16   | 6        | 8      | Hiroko Makino          | Giappone                 | 58"33   | Q                |
| 17   | 4        | 1      | Farida Osman           | Egitto                   | 58"43   |                  |
| 18   | 5        | 1      | Wang Yichun            | Cina                     | 58"51   |                  |
| 19   | 5        | 8      | Suzuka Hasegawa        | Giappone                 | 58"71   |                  |
| 20   | 6        | 2      | Béryl Gastaldello      | Francia                  | 58"83   |                  |
| 21   | 5        | 0      | Park Ye-rin            | Corea del Sud            | 58"99   |                  |
| 22   | 3        | 4      | Amina Kajtaz           | Bosnia ed Erzegovina     | 59"08   |                  |
| 23   | 4        | 6      | Erin Gallagher         | Sudafrica                | 59"21   |                  |
| 24   | 4        | 7      | Alys Thomas            | Regno Unito              | 59"25   |                  |
| 25   | 6        | 1      | Kimberly Buys          | Belgio                   | 59"26   |                  |
| 26   | 6        | 0      | Liliána Szilágyi       | Ungheria                 | 59"32   |                  |
| 27   | 5        | 9      | Paulina Nogaj          | Polonia                  | 59"82   |                  |
| 28   | 4        | 8      | Emilie Beckmann        | Danimarca                | 59"94   |                  |
| 29   | 4        | 9      | Ana Monteiro           | Portogallo               | 1'00"37 |                  |
| 30   | 3        | 3      | Remedy Rule            | Filippine                | 1'00"42 | Record nazionale |
| 31   | 3        | 7      | Aksana Dziamidava      | Bielorussia              | 1'00"51 |                  |
| 32   | 3        | 6      | Chan Kin Lok           | Hong Kong                | 1'00"64 |                  |
| 33   | 3        | 2      | Aleyna Özkan           | Turchia                  | 1'00"68 |                  |
| 34   | 3        | 8      | Krystal Lara           | Rep. Dominicana          | 1'00"79 |                  |
| 35   | 3        | 1      | Ellen Walshe           | Irlanda                  | 1'00"85 |                  |
| 36   | 3        | 5      | Isabella Páez          | Venezuela                | 1'01"27 |                  |
| 37   | 4        | 0      | Quah Jing Wen          | Singapore                | 1'01"49 |                  |
| 38   | 6        | 9      | Miriam Guevara         | Messico                  | 1'01"51 |                  |
| 39   | 1        | 5      | Alexis Margett         | Bolivia                  | 1'02"59 |                  |
| 40   | 2        | 3      | Emily Muteti           | Kenya                    | 1'02"88 |                  |
| 41   | 3        | 9      | Julimar Ávila          | Honduras                 | 1'03"64 |                  |
| 42   | 3        | 0      | Celina Márquez         | El Salvador              | 1'03"93 |                  |
| 43   | 2        | 4      | Lia Ana Lima           | Angola                   | 1'04"40 |                  |
| 44   | 1        | 4      | Bisma Khan             | Pakistan                 | 1'07"19 |                  |
| 45   | 1        | 3      | Robyn Lee              | Zimbabwe                 | 1'07"63 |                  |
| 46   | 2        | 2      | Katie Rock             | Albania                  | 1'07"85 |                  |
| 47   | 2        | 6      | Yusra Mardini          | Atleti Indipendenti FINA | 1'08"79 |                  |
| 48   | 2        | 0      | Moana Wind             | Figi                     | 1'10"86 |                  |
| 49   | 2        | 5      | Aniqah Gaffoor         | Sri Lanka                | 1'12"63 |                  |
| 50   | 2        | 8      | Khuyagbaataryn Enkhzul | Mongolia                 | 1'14"23 |                  |
| 51   | 2        | 7      | Avice Meya             | Uganda                   | 1'19"69 |                  |
| 52   | 2        | 1      | Lucie Kouadio-Patinier | Costa d'Avorio           | 1'26"46 |                  |

### Semifinali
| Pos. | Semifinale | Corsia | Atleta            | Nazionalità | Tempo | Note |
| ---- | ---------- | ------ | ----------------- | ----------- | ----- | ---- |
| 1    | 2          | 4      | Sarah Sjöström    | Svezia      | 56"29 | Q    |
| 2    | 2          | 5      | Margaret MacNeil  | Canada      | 56"52 | Q    |
| 3    | 1          | 3      | Marie Wattel      | Francia     | 57"00 | Q    |
| 4    | 1          | 4      | Emma McKeon       | Australia   | 57"01 | Q    |
| 5    | 1          | 2      | Brianna Throssell | Australia   | 57"02 | Q    |
| 6    | 1          | 5      | Elena Di Liddo    | Italia      | 57"04 | Q    |
| 7    | 2          | 3      | Kelsi Dahlia      | Stati Uniti | 57"06 | Q    |
| 8    | 2          | 6      | Louise Hansson    | Svezia      | 57"10 | Q    |
| 9    | 1          | 6      | Katie McLaughlin  | Stati Uniti | 57"23 |      |
| 10   | 1          | 1      | Rebecca Smith     | Canada      | 57"59 |      |
| 11   | 2          | 1      | Svetlana Čimrova  | Russia      | 57"78 |      |
| 12   | 2          | 8      | Ilaria Bianchi    | Italia      | 57"92 |      |
| 13   | 1          | 7      | Zhang Yufei       | Cina        | 57"93 |      |
| 13   | 2          | 7      | Angelina Köhler   | Germania    | 57"93 |      |
| 15   | 2          | 2      | Anna Ntountounaki | Grecia      | 57"99 |      |
| 16   | 1          | 8      | Hiroko Makino     | Giappone    | 58"49 |      |

### Finale
| Pos. | Corsia | Atleta            | Nazionalità | Tempo | Note                |
| ---- | ------ | ----------------- | ----------- | ----- | ------------------- |
|      | 5      | Margaret MacNeil  | Canada      | 55"83 | Record panamericano |
|      | 4      | Sarah Sjöström    | Svezia      | 56"22 |                     |
|      | 6      | Emma McKeon       | Australia   | 56"61 |                     |
| 4    | 7      | Elena Di Liddo    | Italia      | 57"07 |                     |
| 5    | 2      | Brianna Throssell | Australia   | 57"09 |                     |
| 6    | 1      | Kelsi Dahlia      | Stati Uniti | 57"11 |                     |
| 7    | 8      | Louise Hansson    | Svezia      | 57"16 |                     |
| 8    | 3      | Marie Wattel      | Francia     | 57"29 |                     |